# Сваино (Владимирская область)
Сваино — село в Юрьев-Польском районе Владимирской области России, входит в состав Красносельского сельского поселения.

## География
Село расположено в 25 км на северо-восток от райцентра города Юрьев-Польский.

## История

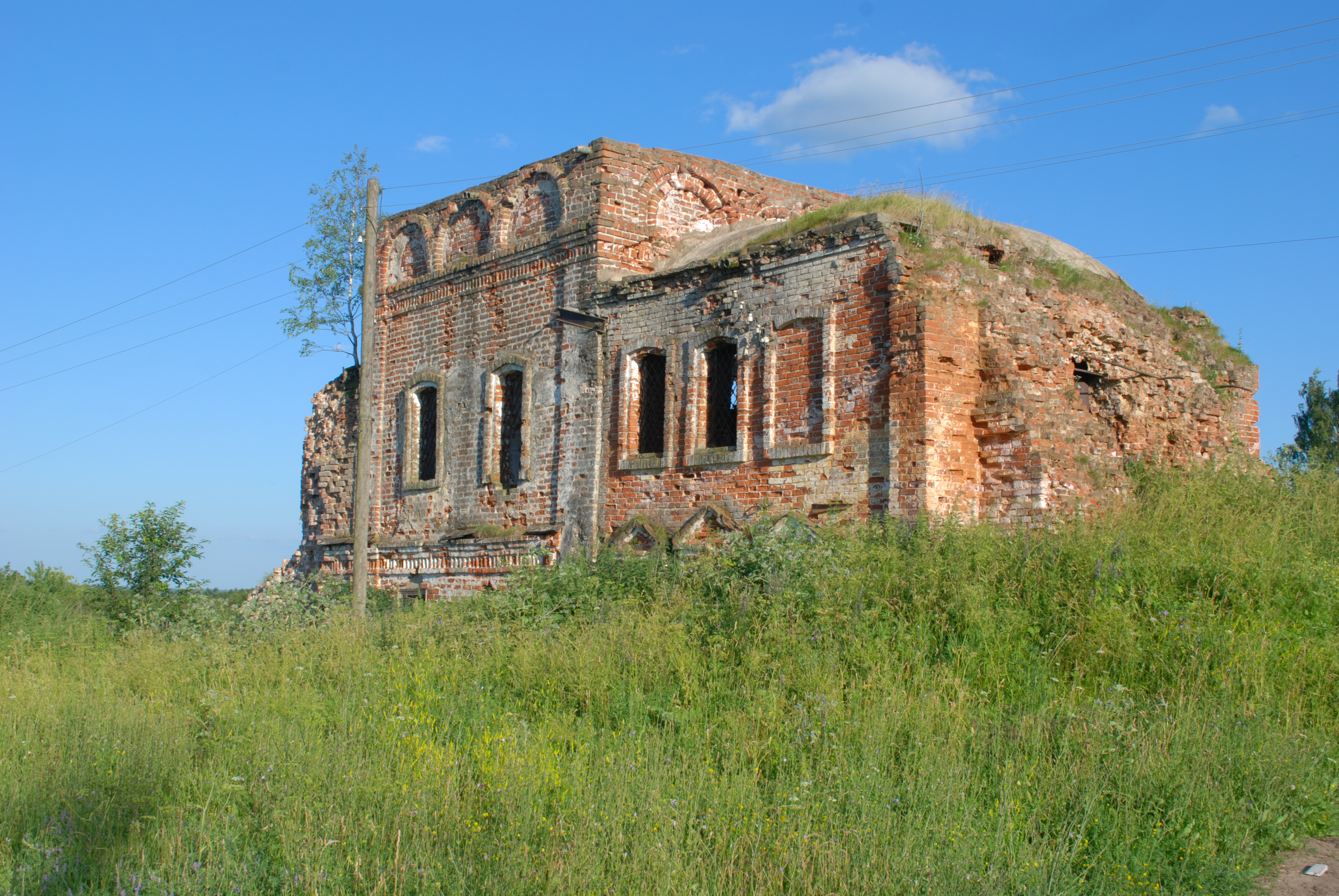
Знаменская церковь. 2010 год

В старину оно принадлежало князьям Милославским, в конце XVI – начале XVII века Михаилу Васильевичу Милославскому. Церковь была построена в середине XVII века; антиминс этого времени, освященный патриархом Иоакимом при державе царя Феодора Алексеевича, сохранялся до 1870 года, когда за ветхостью был переменён на новый. Церковь в селе каменная двухэтажная, с каменной колокольней (разрушена в советское время) и оградой; время построения неизвестно. Престолов два: в нижнем этаже в честь Знамения Божией Матери (главный престол), в верхнем – во имя Святых благоверных князей Бориса и Глеба.
В XIX веке владельцами села были помещики Пушкевичи. В 1869 году приход состоял из одного села Сваина, в котором в конце XIX века числилось 49 дворов, душ мужского пола 196, женского – 211.
В конце XIX — начале XX века село входило в состав Городищенской волости Юрьевского уезда.
С 1929 года село входило в состав Григоровского сельсовета Юрьев-Польского района, с 1965 года — в составе Подолецкого сельсовета.

## Население
| 1859 |
| ---- |
| 353  |

| 1859 | 1905 | 2002 | 2010 | 2021 |
| ---- | ---- | ---- | ---- | ---- |
| 353  | ↗394 | ↘69  | ↘68  | ↘31  |

## Достопримечательности
В селе находится полуразрушенная Церковь иконы Божией Матери "Знамение" (1625-1675).